# Misetus
Misetus is een geslacht van gewone sluipwespen (Ichneumonidae). De wetenschappelijke naam werd gepubliceerd door Constantin Wesmael in 1845.

## Soorten
- Misetus borealis
- Misetus hispanator
- Misetus nigritulus
- Misetus nordicator
- Misetus oculatus
- Misetus tyloidalis